# Cyrtanthus thorncroftii
Cyrtanthus thorncroftii är en amaryllisväxtart som beskrevs av Charles Henry Wright. Cyrtanthus thorncroftii ingår i släktet Cyrtanthus, och familjen amaryllisväxter. Inga underarter finns listade i Catalogue of Life.